# سیاموتیرانوس
سیاموتیرانوس (نام علمی: Siamotyrannus) نام یک سرده از شاخه طنابداران است.